# Heinrich Webler
Heinrich Webler (* 2. Mai 1897 in Grünstadt, Rheinpfalz; † 21. März 1981 in Heidelberg) war ein deutscher Jurist im Vormundschaftswesen in der Zeit des Nationalsozialismus und in der Bundesrepublik.

## Werdegang
Nach der Promotion 1922 war Webler von 1923 bis 1971 in der Nachfolger seines Lehrers Christian Jasper Klumker Geschäftsführender Direktor des Archivs deutscher Berufsvormünder. Daneben war er Herausgeber des Zentralblatts für Jugendrecht und Jugendwohlfahrt.
In der Zeit des Nationalsozialismus war Webler ab 1933 Mitglied in der NSDAP und der SA. Zudem gehörte er dem Bund Nationalsozialistischer Juristen an und der Akademie für Deutsches Recht.
Webler war ab 1935 im Hauptamt für Volkswohlfahrt tätig und ab 1936 „Politischer Leiter der politischen Organisation der NSDAP“.
Von der SA wechselte er 1939 in die SS, wo er 1943 bis zum SS-Obersturmbannführer aufstieg. Webler war auch im persönlichen Stab von Reichsführer SS Heinrich Himmler.
1943 trat er die Nachfolge von Günther Roestel als Geschäftsführer des Deutschen Vereins für öffentliche und private Fürsorge und blieb dies bis 1945. 
Nach Ende des Zweiten Weltkriegs baute er das Jugendhilfeinstitut als Deutsches Institut für Vormundschaftswesen wieder auf. In der politischen Arbeit nahm er maßgeblich Einfluss auf die Reform des Unehelichenrechts im Jahr 1970.
In der Sowjetischen Besatzungszone wurde Weblers Schrift Die Jugend im Recht (Heymann, Berlin 1939) auf die Liste der auszusondernden Literatur gesetzt. In der Deutschen Demokratischen Republik folgte auf diese Liste noch das von ihm herausgegebene Handbuch der Jugendhilfe (Heymann, Berlin 1938–39).
Für seine Verdienste um das Vormundschaftswesen wurde Webler 1963 mit dem Bundesverdienstkreuz ausgezeichnet.